# پزشکی ورزشی
پزشکی ورزشی تخصصی از پزشکی است که در زمینه سلامتی ورزشکاران و همچنین استفاده از ورزش در جهت حفظ سلامت عمومی انسان‌ها پژوهش می‌نماید. افزون بر آن به درمان، توانبخشی و پیشگیری از آسیب‌های ورزشی کمک می‌کند.

## پیشینه
هرچند رشته پزشکی ورزشی به عنوان یک رشته تخصصی پزشکی در چند دهه اخیر مطرح شده‌است ولی سابقه آن با تاریخ ورزش درجهان پیوند خورده و از هنگامی‌که ورزش وجود داشته، مباحث پزشکی مرتبط با ورزش نیز در کنار آن مطرح بوده‌است. در یک کتابچه پزشکی یافت شده در هند با عنوان Arthava-Veda که مربوط به ۸۰۰ تا ۱۰۰ سال قبل از میلاد مسیح می‌باشد از اثرات درمانی ورزش نام برده شده‌است. با گسترش ورزش و همگانی تر شدن آن دانش بشری در خصوص پزشکی ورزشی به‌ویژه در بعد آسیب‌های ورزشی و بازتوانی ورزشی افزایش یافت.
ابن سینا در کتاب قانون خود جستارهایی را به موضوعات مرتبط با پزشکی ورزشی اختصاص داده‌است. موضوعاتی مانند اثر ورزش بر تندرستی، اثرات انواع ماساژها، ورزش در کودکان و سالمندان و نحوه برخورد با خستگی‌های ناشی از ورزش ودرمان آن، منافع و مضار ورزش در بیماری‌ها و آسیب‌های ناشی از ورزش از جمله مباحثی است که بخشی از کتاب قانون را به خود اختصاص می‌دهد.
جالینوس پزشک یونانی سده دوم وسوم پیش از میلاد نگرش جدیدی را در مورد سلامت و بهداشت ارائه داد که می‌توان آن را فیزیولوژی کاربردی ورزش نامید. همین پزشک است که استفاده از فراورده‌های گیاهی محرک را برای افزایش کارایی ورزشکاران در یونان باستان گزارش نموده‌است. سابقه استفاده ورزشکاران از ماساژ و رژیم غذائی خاص به مدت ۱۰ ماه پیش از آغاز مسابقات المپیک یونان باستان یافت شده‌است. انواع رژیم‌های غذائی توسط Promous قهرمان دو دوره دوهای استقامت در ۴۳ قبل از میلاد و اشکال تغییر یافته این رژیم توسط Gardine در ورزش‌های مختلف در تاریخچه المپیک ثبت شده‌است. این موارد حاکی از آن است که هرچند عنوان پزشکی ورزشی مربوط به سده اخیر می‌باشد ولی پیشینهٔ آن به میزان پیشینهٔ علم پزشکی و ورزش می‌باشد.
در سده گذشته که با گسترش دامنه دانش‌ها از جمله علم پزشکی از یک سو و گسترش کمی و کیفی ورزش از سوی دیگر توجه به این رشته در زمره دانش آکادمیک بیشتر شد. در سال ۱۹۲۸ فدراسیون بین‌المللی پزشکی ورزشی در جریان بازی‌های المپیک زمستانی جهت کمک به ورزشکاران پایه‌گذاری شد. در سال ۱۹۵۰ انجمن ملی مربیان ورزشی جهت آموزش علمی مربیان ورزشی تأسیس شد و به دنبال آن در سال ۱۹۵۱ انجمن پزشکی آمریکا کمیته‌ای را برای مطالعه بر روی آسیب‌های ورزشی پایه‌گذاری نمود که فعالیت آن ادامه دارد. شاید بتوان این کمیته را اولین اقدام در جهت آکادمیک نمودن رشته پزشکی ورزشی قلمداد نمود. بزرگ‌ترین سازمان پزشکی ورزشی کالج آمریکایی پزشکی ورزشی the American College of Sports Medicine می‌باشد که در سال ۱۹۵۴ تأسیس شده‌است. حوزه فعالیت رشته پزشکی ورزشی در سال‌های اخیر پیشرفت چشم‌گیری نموده و هم‌اینک در چندین کشور دنیا انجمن‌های پزشکی ورزشی، فدراسیون پزشکی ورزشی و رشته آموزشی پزشکی ورزشی در دانشگاه‌ها و درسطوح مختلف فعالیت دارد.

## بر پایه کشور

### در ایران
تاریخچه پزشکی ورزشی در ایران نیز به سال ۱۳۲۹ مربوط می‌شود؛ که با تأسیس فدراسیون پزشکی ورزشی ایران در آن تاریخ مباحث مربوط به مقوله پزشکی ورزشکاران از طریق آن مجموعه پیگیری شد. اما با گذشت زمان و نیاز به تخصص‌های مختلف کمیته‌های تخصصی این فدراسیون تکمیل گردید. کمیته‌های مختلف تن به ترتیب زیر می‌باشد: کمیته آموزش و پژوهش، کمیته خدمات درمانی، کمیته تغذیه، کمیته توانبخشی، کمیته درمان، کمیته بانوان، کمیته طرح و برنامه، کمیته روابط عمومی و امور بین‌الملل، کمیته روانشناسی، ستاد ملی مبارزه با دوپینگ. فدراسیون پزشکی ورزشی ایران با عضویت ۲/۶۰۰/۰۰۰ ورزشکار که به عنوان ورزشکاران سازمان یافته ایران تلقی می‌شوند به عنوان بزرگترین فدراسیون ملی ایران به امور پزشکی ورزشی ورزشکاران می‌پردازد.
رشته دانشگاهی پزشکی ورزشی:
رشته تخصصی پزشکی ورزشی در دانشگاه تهران و دانشگاه علوم پزشکی ایران در سال ۱۳۸۳ و تأسیس مرکز تحقیقات پزشکی ورزشی در دانشگاه علوم پزشکی تهران در سال ۱۳۸۰ مجموع سوابق این رشته در ایران می‌باشد. و از سال ۱۳۹۳ در دانشگاه علوم پزشکی شهیدبهشتی و ۱۳۹۴ در دانشگاه علوم پزشکی مازندران راه اندازی شد و ۴نفر دستیار مورد پذیرش قرار گرفت هرساله مجموعاً ۱۱ نفر دستیار تخصصی در سه دانشگاه مورد پذیرش قرار می‌گیرد.

## زمینه‌ها
۱.عموم جامعه:
-تشخیص و درمان غیر جراحی مشکلات عضلانی-اسکلتی
-ورزش درمانی در بیماری‌ها
۲.ورزشکاران حرفه ای
-تشخیص و درمان آسیب‌ها ی ورزشی
-تغذیه ورزشی و مکمل‌ها
۳.راه اندازی کلینیک پزشکی ورزشی
خدمات کلینیک پزشکی ورزشی می تواند شامل موارد ذیل باشد
درمان غیر جراحی دردهای مفاصل و عضلانی، اسکلتی مانند کمر درد، گردن درد، درد زانو، درد ساق و ...
نسخه ورزشی با اهداف خاص شامل تناسب اندام، افزایش بافت عضلانی، کاهش چربی بدن و ...
ورزش درمانی در اختلالات قامت مانند گودی بیش از حد کمر، شانه گرد، جلو آمدن سر، قوز و اسکولیوز و ...
درمان آسیب های ورزشی و کمک به پیشگیری از آسیب
بررسی بیومکانیک و قامت
تزریقات داخل مفاصل
طب سوزنی
بازتوانی پس از جراحی های ارتوپدی
مشاوره برای مصرف مکمل ورزشی
نسخه ورزشی در بیماران با شرایط زمینه ای خاص مانند بارداری، MS، بیماری روماتیسمی و ....

## درمانگر و امدادگر ورزشی
امدادگر ورزشی متخصص مراقبت‌های بهداشتی است که برای بهینه‌سازی فعالیت‌ها و مشارکت افراد در ورزش، کار و زندگی با پزشکان همکاری می‌کند. پزشکیاری ورزشی از سال 1990 توسط نظام پزشکی آمریکا (AMA) به عنوان یکی از حرفه های لیست مجموعه خدمات درمانی و مراقبتهای بهداشتی شناخته شده‌است. خدمات ارائه شده توسط امدادگر ورزشی شامل پیشگیری، مراقبت‌های اورژانسی، شناسایی بالینی و کمک به درمان و بازتوانی آسیب‌ها و مشکلات پزشکی، و به عبارتی ارائه مراقبت‌های بهداشتی ویژه برای افراد ورزشکار یا دارای فعالیت بدنی است درمانگری و امدادگری ورزشی از شاخه‌های پزشکی و علوم ورزشی است. پزشکیار ورزشی در اصل یک مربی است، یک مربی آشنا به اصول پزشکی، اما همانطور که از نام آن مشخص است همراه و تحت نظر یک پزشک فعالیت می‌کند. در اصل پزشکیار ورزشی رابط بین دنیای ورزش و دنیای پزشکی است. هم اکنون در دانشکده‌های علوم ورزش دانشگاه‌های باهنر کرمان و دانشکده علوم ورزش دانشگاه تهران دوره دکتری تخصصی این رشته با عنوان امدادگر ورزشی دایر است. هر ساله آزمون دکتری تخصصی امدادگر ورزشی به عنوان گرایشی از رشته آسیب شناسی ورزشی و حرکات اصلاحی برگزار می‌شود.
انجمن ملی امدادگران ورزشی آمریکا (NATA) که در سال 1950 تأسیس شده‌است مشهورترین سازمان در زمینه خدمات و دوره‌های امدادگری ورزشی است. شعار انجمن ملی امدادگران ورزشی آمریکا عبارت است از "خدمات بهداشتی برای ورزش و زندگی". این انجمن در نظر دارد تا میزان کیفیت سلامت را برای ورزشکاران و کسانی که در فعالیت‌های ورزشی شرکت می‌کنند افزایش دهد و همچنین حرفه امدادگری و درمانگری ورزشی را از طریق آموزش و تحقیق دربارهٔ پیشگیری، سنجش، مدیریت و توانبخشی آسیبها، ارتقا بخشد.
مجله بین المللی درمانگری و امدادگری ورزشی معتبرترین مجله علمی پژوهشی و کتاب مفاهیم اصلی درمانگری و امدادگری ورزشی سوسان کی هیلمین از معتبرترین منابع علمی این رشته هستند.

## سازمان‌های مرتبط

### کالج آمریکایی طب ورزش
کالج آمریکایی طب ورزش به (به انگلیسی American College of Sports Medicine و به اختصار ACSM) در سال 1954 تأسیس شد. این سازمان بزرگترین و معتبرترین سازمان در حوزه پزشکی ورزشی و علوم ورزشی در جهان است.
رئیس کنونی کالج آمریکایی طب ورزش، خانم NiCole Keith فارغ التحصیل فیزیولوژی ورزشی دانشگاه ایندیانا است. اون یکی از سخنرانان اصلی دوازدهمین همایش بین المللی علوم ورزشی ایران در سال ۲۰۲۰ بود.

### انجمن ارتوپدی آمریکا برای پزشکی ورزشی
American Orthopaedic Society for Sports Medicine به اختصار AOSMM سازمان پیشرو در حوزه علوم پزشکی ورزشی، تحقیقات، فلوشیپ و ارتباطات است که در سال 1972 تأسیس شد. در این سازمان علاوه بر جراحان ارتوپدی سایر متخصصین مرتبط با حوزه سلامت و تندرستی فعالیت می‌کنند.

### انجمن پزشکی آمریکا برای پزشکی ورزشی
American Medical Society for Sports Medicine به اختصار AMSSM سازمانی چند شاخه‌ای است که در حوزه‌های تحصیلات و تحقیقات پزشکی ورزشی مشغول به فعالیت است. اکثر متخصصین این سازمان در لیگ‌های معروف و سازمان‌های ورزشی مانند NCAA, NFL, MLB, NBA, WNBA, MLS و NHL و تیم‌های المپیکی آمریکا فعالیت می‌کنند.

### انجمن درمانگران ورزشی کانادا
Canadian Athletic Therapists' Association به اختصار CATA در سال 1965 تأسیس شد.

### انجمن بین‌المللی جراحی زانو، آرتروسکوپی و آسیب‌های ورزشی
International Society of Arthroscopy, Knee Surgery and Sports Medicine به اختصار ISAKOS بیش از 4000 جراح در سراسر جهان در آن عضو هستند که به جراحی‌های زانو، لگن، شانه و سایر آسیب‌های ورزشی می پردازند.

### انجمن جراحی زانو، آرتروسکوپی و آسیب‌های ورزشی ایران
این انجمن زیر شاخه انجمن ISKOST در ایران است که به اختصار ISKAST می‌باشد. این انجمن با انجمن جراحان ارتوپدی همکاری مستقیم دارد.

### فدراسیون جهانی پزشکی ورزشی
International Federation of Sports Medicine به اختصار FIMS به فرانسوی Fédération Internationale de Medicine Sportive سازمان بین اللملی در حوزه پزشکی ورزشی است که در پنج قاره جهان دارای مراکز مختلفی است .

## به بیرون
- فدراسیون جهانی پزشکی ورزشی
- فدراسیون پزشکی ورزشی جمهوری اسلامی ایران